# Nano-Mugen Compilation 2009
Nano-Mugen Compilation 2009 je kompilacijski album japanskog rock sastava Asian Kung-Fu Generation.
Objavljen je 1. srpnja 2009. povodom osmog Nano-Mugen Festivala koji je održan u Yokohama Areni. Uz Asian Kung-Fu Generation, na albumu se nalaze pjesme od tri američka glazbenika, četiri britanska, te devet japanskih.

## Popis pjesama
1. "Yoru no Call" (夜のコール) – Asian Kung-Fu Generation
2. "Zak And Sara" – Ben Folds
3. "Stereotypes" - Farrah
4. "Oats We Sow" – Gregory and the Hawk
5. "Suburan Knights" – Hard-Fi
6. "Silver Birch" – The Hiatus
7. "Morning Sun" – Kiyoshi Ryujin
8. "Surrender" – Lostage
9. "Everything Must Go" – Manic Street Preachers
10. "Marm" – Mudy on the sakuban
11. "Weightless" – Nada Surf
12. "Pinhoru" (ピンホール) – Ogre You Asshole
13. "Naito Fisshingu izu Guddo" (ナイトフィッシングイズグッド) – Sakanaction
14. "8823" – Spitz
15. "Magic Blue Van" – Straightener
16. "Rock Star -Understand-" – The Young Punx
17. "HELLO Yomigaeru Raibu Baashyon" (HELLO(蘇えるライブバージョン) – Unicorn

## Vanjske poveznice
- Službena stranica Nano-Mugen festivala